# Ivan Yerokhin
Ivan Gennadyevich Yerokhin (tiếng Nga: Иван Геннадьевич Ерохин; sinh ngày 31 tháng 1 năm 1995) là một cầu thủ bóng đá người Nga thi đấu cho FC Znamya Truda Orekhovo-Zuyevo.

## Sự nghiệp câu lạc bộ
Anh ra mắt chuyên nghiệp tại Giải bóng đá chuyên nghiệp quốc gia Nga cho FC Znamya Truda Orekhovo-Zuyevo vào ngày 18 tháng 7 năm 2014 trong trận đấu với FC Domodedovo Moskva.